# Grand Prix Wielkiej Brytanii 1970
Grand Prix Wielkiej Brytanii 1970 (oryg. RAC British Grand Prix) – siódma runda Mistrzostw Świata Formuły 1 w sezonie 1970, która odbyła się 19 lipca 1970, po raz czwarty na torze Brands Hatch.
23. Grand Prix Wielkiej Brytanii, 21. zaliczane do Mistrzostw Świata Formuły 1.

## Klasyfikacja
| Legenda oznaczeń w tabelach wyników Wyświetl szablon na nowej stronie | Legenda oznaczeń w tabelach wyników Wyświetl szablon na nowej stronie                                                                     |
| Oznaczenie                                                            | Wyjaśnienie |
| --------------------------------------------------------------------- | --- |
| Złoty                                                                 | Zwycięzca lub mistrzostwo |
| Srebrny                                                               | 2. miejsce lub wicemistrzostwo |
| Brązowy                                                               | 3. miejsce lub II wicemistrzostwo |
| Zielony                                                               | Ukończył, punktował (w klasyfikacji generalnej, gdy zdobył co najmniej jeden punkt na przestrzeni sezonu, poza trzema powyższymi opcjami) |
| Niebieski                                                             | Ukończył, nie punktował (w klasyfikacji generalnej, gdy nie zdobył co najmniej jednego punktu na przestrzeni sezonu)                      |
| Czerwony                                                              | Nie zakwalifikował się (NZ) |
| Czerwony                                                              | Nie prekwalifikował się (NPK) |
| Różowy                                                                | Nie ukończył (NU) |
| Różowy                                                                | Niesklasyfikowany (NS) (w klasyfikacji generalnej, gdy nie został sklasyfikowany w żadnym wyścigu sezonu)                                 |
| Czarny                                                                | Zdyskwalifikowany (DK) |
| Czarny                                                                | Wykluczony (WYK/EX) |
| Biały                                                                 | Nie wystartował (NW) |
| Biały                                                                 | Kontuzjowany (K/INJ) |
| Biały                                                                 | Wyścig odwołany (OD/C) |
| Bez koloru                                                            | Został wycofany (WYC/WD) |
| Bez koloru                                                            | Nie przybył (NP/DNA) |
| Bez koloru                                                            | Nie brał udziału w treningach (NT/DNP) |
| Bez koloru                                                            | Nie został zgłoszony (–) |
| Pogrubienie                                                           | Start z pole position |
| Kursywa                                                               | Najszybsze okrążenie wyścigu |
| †                                                                     | Nie ukończył, ale jego rezultat został zaliczony ze względu na przejechanie więcej niż 90% dystansu wyścigu.                              |
| *                                                                     | Sezon w trakcie |
| 1/2/3                                                                 | Punktowana pozycja w sprincie kwalifikacyjnym                                                                                             |
| Lista systemów punktacji Formuły 1                                    | |

| Pos | No | Kierowca             | Konstruktor        | Okrążeń | Czas/powód NU      | Poz. Start. | Punktów |
| --- | -- | -------------------- | ------------------ | ------- | ------------------ | ----------- | ------- |
| 1   | 5  | Jochen Rindt         | Lotus-Ford         | 80      | 1:57:02.0          | 1           | 9       |
| 2   | 17 | Jack Brabham         | Brabham-Ford       | 80      | 32.9               | 2           | 6       |
| 3   | 9  | Denny Hulme          | McLaren-Ford       | 80      | 54.4               | 5           | 4       |
| 4   | 4  | Clay Regazzoni       | Ferrari            | 80      | 54.8               | 6           | 3       |
| 5   | 16 | Chris Amon           | March-Ford         | 79      | + 1 Lap            | 17          | 2       |
| 6   | 14 | Graham Hill          | Lotus-Ford         | 79      | + 1 Lap            | 22          | 1       |
| 7   | 2  | François Cevert      | March-Ford         | 79      | + 1 Lap            | 14          |         |
| 8   | 28 | Emerson Fittipaldi   | Lotus-Ford         | 78      | + 2 Okrążeń        | 21          |         |
| 9   | 27 | Ronnie Peterson      | March-Ford         | 72      | + 8 Okrążeń        | 13          |         |
| NS  | 29 | Pete Lovely          | Lotus-Ford         | 69      | Nie sklasyfikowany | 23          |         |
| NU  | 32 | Dan Gurney           | McLaren-Ford       | 60      | Ciśnienie oleju    | 11          |         |
| NU  | 22 | Pedro Rodríguez      | BRM                | 58      | Wypadek            | 15          |         |
| NU  | 23 | Jackie Oliver        | BRM                | 54      | Silnik             | 4           |         |
| NU  | 1  | Jackie Stewart       | March-Ford         | 52      | Sprzęgło           | 8           |         |
| NU  | 20 | John Surtees         | Surtees-Ford       | 51      | Ciśnienie oleju    | 19          |         |
| NU  | 8  | Henri Pescarolo      | Matra              | 41      | Wypadek            | 12          |         |
| NU  | 7  | Jean-Pierre Beltoise | Matra              | 24      | Koło               | 10          |         |
| NU  | 26 | Mario Andretti       | March-Ford         | 21      | Zawieszenie        | 9           |         |
| NU  | 15 | Jo Siffert           | March-Ford         | 19      | Zawieszenie        | 20          |         |
| NU  | 6  | John Miles           | Lotus-Ford         | 15      | Silnik             | 7           |         |
| NU  | 24 | George Eaton         | BRM                | 10      | Ciśnienie oleju    | 16          |         |
| NU  | 3  | Jacky Ickx           | Ferrari            | 6       | Skrz. biegów       | 3           |         |
| NU  | 11 | Andrea de Adamich    | McLaren-Alfa Romeo | 0       | Wyciek paliwa      | 18          |         |